# Роберт Фетцер-филд
«Роберт Фетцер-филд» (англ. Robert Fetzer Field) ― ныне не функционирующая спортивная площадка, расположенная в городе Чапел-Хилл, штат Северная Каролина, США. Использовалась как домашнее поле командами по лякроссу и футболу из Университета Северной Каролины в Чапел-Хилле. Стадион был снесён в 2017 году, чтобы освободить место для новой площадки для игры в футбол и лякросс, которая была обустроена на том же месте.

## История

### Строительство
«Фетцер-филд» был построен в 1935 году и назван в честь Боба Фетцера, первого спортивного директора университета. Первоначальная часть комплекса, включавшая с себя трек, трибуну и поле, была возведена в 1935 году работниками Управления общественных работ США. Стройка предоставила рабочие места многим жителям Чапел-Хилла. В 1988 году стадион был реконструирован: было переработано игровое поле, установлены две новые кассы и дополнительные трибуны.

### Команды
Впервые на поле сыграла мужская футбольная команда, образованная в 1947 году. В 1949 году в городе была образована мужская команда по лякроссу, которая также регулярно начала использовать стадион. В 1979 году здесь же была создана женская футбольная команда, а тренером обеих команд ― женской и мужской, был назначен 24-летний Энсон Дорранс. Он продолжал тренировать оба коллектива до 1989 года, после чего полностью посвятил себя работе с женской командой, впоследствии приобретя славу одного из самых успешных тренеров в стране.

### Посещаемость
Рекорд посещаемости «Фетцер-филд» был установлен в 1995 году: на полуфинальный матч «Тар Хилс» ― «Нотр-Дам», на котором одержали верх гости, пришли 7 212 болельщиков.